# Giro delle Fiandre 1930
Il Giro delle Fiandre 1930, quattordicesima edizione della corsa, fu disputato il 14 aprile 1930, per un percorso totale di 227 km. Fu vinto dal belga Frans Bonduel, al traguardo con il tempo di 7h03'00", alla media di 32,200 km/h, davanti a Aimé Dossche e Jean Aerts.
I ciclisti che tagliarono il traguardo a Wetteren furono 29.

## Ordine d'arrivo (Top 10)
| Pos. | Corridore         | Squadra            | Tempo    |
| ---- | ----------------- | ------------------ | -------- |
| 1    | Frans Bonduel     | Dilecta-Wolber     | 7h03'00" |
| 2    | Aimé Dossche      | La Nordiste-Wolber | a 9'15"  |
| 3    | Émile Joly        | Genial Lucifer     | s.t.     |
| 4    | Maurice De Waele  | Alcyon-Dunlop      | s.t.     |
| 5    | Adolf van Bruaene | La Nordiste-Wolber | s.t.     |
| 6    | Alfred Hamerlinck | La Nordiste-Wolber | a 12'55" |
| 7    | Hektor van Rossem | Alcyon-Dunlop      | s.t.     |
| 8    | Julien Vervaecke  | Alcyon-Dunlop      | a 13'20" |
| 9    | Omer Taverne      | Oscar Egg-Dunlop   | a 14'45" |
| 10   | Frans Alexander   | -                  | s.t.     |